# Абатство Себен
46°38′38″ пн. ш. 11°34′01″ сх. д. / 46.64385° пн. ш. 11.56701° сх. д.
Абатство Себен (італ. Monastero di Sabiona) — жіночий монастир бенедиктинців, розташований поблизу Клаузена в Південному Тіролі, на півночі Італії. Він був створений у 1687 році, коли його вперше поселили черниці абатства Нонберг у Зальцбурзі.
Про закриття монастиря повідомила настоятелька у 2021 році.

## Історія

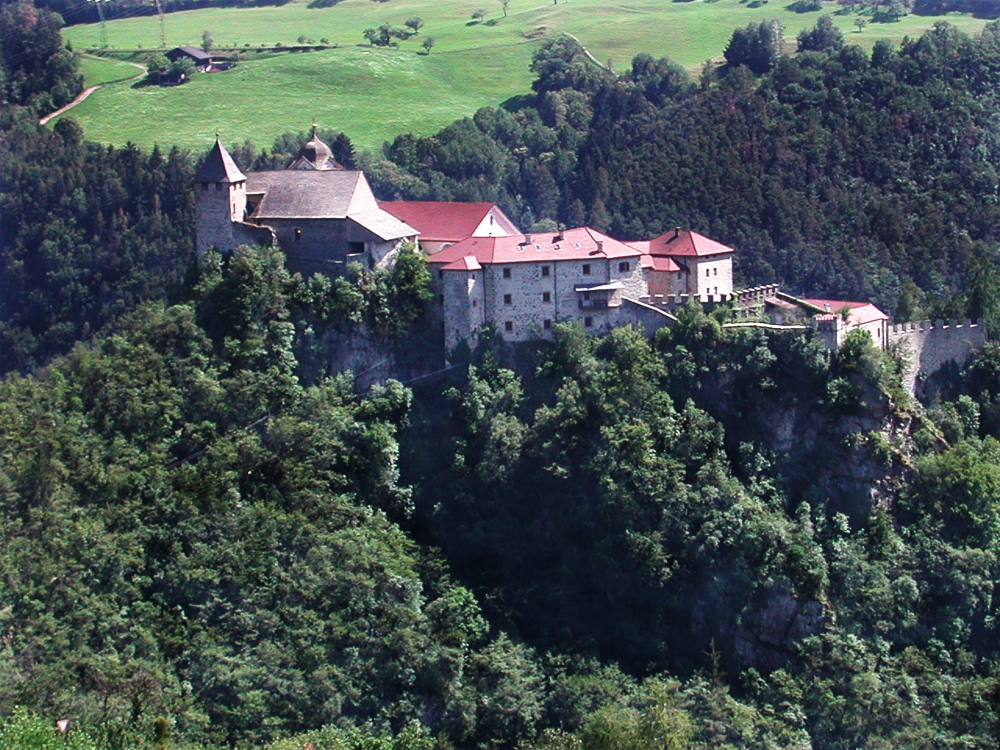
Пташиного польоту абатства Себен

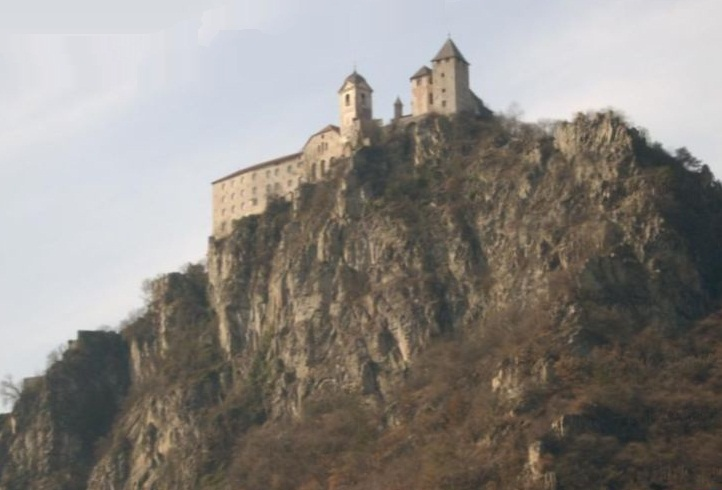
Абатство Себен

Себен (від лат. Sabiona), розташоване на «святій горі», яка століттями була центром паломництва. Розташований над містом Клаузен, пагорб, на якому він побудований, був заселений ще в епоху нової кам'яної доби. На місці нинішнього жіночого монастиря було раніше римське поселення.

Між VI століттям та приблизно 960 р. Тут сидів єпископ Себени (episcopatus Sabiona). Церква «ім Вайнберг» датується тим часом і її останки були розкопані разом із великим могильником останнім часом. Єпископ Інгенуін зафіксований як учасник Градоського синоду 579 року.